# Mariti a congresso (film 1938)
Mariti a congresso (Napoleon ist an allem schuld) è un film del 1938 scritto, diretto e interpretato da Curt Goetz.

## Produzione
Il film fu prodotto dalla Curt Goetz-Film e Tobis Filmkunst.

## Distribuzione
Il film fu presentato in prima al Gloria-Palast di Berlino il 29 novembre 1938.